# Styloptocuma subducta
Styloptocuma subducta är en kräftdjursart som beskrevs av Jones 1984. Styloptocuma subducta ingår i släktet Styloptocuma och familjen Nannastacidae. Inga underarter finns listade i Catalogue of Life.